# Augusta Viromanduorum
Augusta Viromanduorum est le nom latin d'une ancienne cité gallo-romaine, à l'origine de l'actuelle ville de Saint-Quentin (département de l'Aisne, région Hauts-de-France). Au IVe siècle, le site d'Augusta Viromanduorum aurait été délaissé au profit de Vermand dont les vestiges sont classés au titre des monuments historiques sur la liste de 1840.

## Histoire

### Origine et fonction de la cité
Augusta Viromanduorum a été fondée par le pouvoir romain, vers le début de l'ère chrétienne, pour remplacer l'oppidum de Vermand comme chef-lieu de la cité des Viromandui (peuple celte belge qui occupait le Vermandois).
Cette fonction est attestée par trois sources :
- Au IIe siècle, le géographe Ptolémée (Géographie, II, 9) indique : οἱ Οὐερομάνδυες, ὧν πόλις Αὐγούστα Οὐερομανδύων[2] : « les Viromandui, dont la ville (sous-entendu “principale”, c'est-à-dire la capitale ou chef-lieu) est Augusta Viromanduorum ».
- Au milieu du IIIe siècle, deux inscriptions trouvées à Rome, sont dédiées par des prétoriens. 
  - La première[3] porte : ex provincia Belgica [cives] Aug(usta) Veromand(uorum)[4] (les textes entre crochets correspondent à des manques et ceux entre parenthèses à des abréviations : ils sont restitués).
  - La seconde[5], datée de 246, est plus complète : civ(es) ex prov(incia) Belgica Aug(usta) Viromandu/oru(m)[6].

Elle reçut le nom d'Augusta Viromanduorum, l'Augusta des Viromandui, en l'honneur de l'empereur Auguste. Le site correspond à un gué qui franchissait la Somme. Plusieurs routes principales s'y croisaient, venant de Reims, Soissons, Amiens et Cambrai.

### Des vestiges archéologiques lacunaires
Un trésor monétaire de 7 000 deniers et quelques aureus a été retrouvé en 1882. Les fouilles archéologiques effectuées dans les années 1980 ont montré que l'occupation humaine dura globalement du Ier au IIIe siècle. Deux mosaïques superposées ont été retrouvées à l'emplacement du théâtre et une autre rue de l'abbaye d'Isle.
Les découvertes et fouilles archéologiques sont encore trop peu nombreuses pour bien connaître cette agglomération antique. Il apparaît toutefois qu'elle n'occupait qu'une surface de 40 à 60 ha, qui la place parmi les villes moyennes de la Gaule.

### Augusta Viromanduorum au Bas-Empire
Le statut de la cité dans l'Antiquité tardive est incertain. En effet, le nom de l'agglomération (voisine de 11 km) de Vermand, qui paraît bien provenir de Veromandis, est à l'origine d'un débat sur une éventuelle perte du rang de chef-lieu au Bas-Empire.
L'archéologie, dans l'état actuel des connaissances, fait pencher la balance en faveur de ce transfert, car la ville d'Augusta Viromanduorum semble comme désertée au IVe siècle. Au contraire, les vestiges de cette période sont abondants à Vermand, site bien connu dans la littérature archéologique pour ses nécropoles romaines tardives (800 tombes fouillées aux XIXe et XXe siècles). Camille Jullian, dans son Histoire de la Gaule, avait tranché en faveur du transfert, mais cette question reste discutée.
C'est à Augusta Viromanduorum que fut martyrisé Quintinus sur ordre du préfet Rictiovarus sous le règne de Dioclétien au début du IVe siècle. La ville prit par la suite le nom de Saint-Quentin.

## Sources